# Plaza de la Marina
La plaza de la Marina es una céntrica plaza de la ciudad de Málaga, España. Se encuentra situado en el Ensanche Heredia, en la zona conocida como El Soho, dentro del distrito Centro. Constituye uno de los puntos neurálgicos de la ciudad, ya que aquí se cruzan dos importantes ejes: la Alameda Principal y el paseo del Parque con el Muelle Heredia y el paseo de los Curas y con algunas de las calles más concurridas del centro histórico, como la calle Molina Lario, y con el acceso principal al Puerto de Málaga.
El lugar donde se encuentra la plaza fue conocida como la Acera de la Marina. El espacio actual surge en torno al siglo XIX, cuando comenzaron a derribarse las murallas nazaríes y se ganaron nuevos terrenos al mar, con el proyecto del ensanche. Desde entonces ha sufrido varias remodelaciones, tras las que han aparecido restos arqueológicos como el muro portuario. La última de ellas fue en 1984. 
En la plaza de la Marina se ubica actualmente la escultura de El Cenachero, tras varios traslados. También se ubica en la plaza la oficina de turismo de la ciudad, un parking subterráneo y un parque de skate. Muchas de las manifestaciones o eventos culturales municipales se llevan a cabo en este espacio. Durante la temporada navideña se coloca un árbol de luces, justo encima de la fuente. Desde 2019 también forma parte del Recorrido Oficial de la Semana Santa de Málaga. 

## Etimología
La plaza se denomina "de la Marina" por su proximidad al mar, pues al igual que el Parque, ambos se construyeron en terrenos ganados al mar durante el siglo XIX. A lo largo de su historia también ha tenido otros nombres como plaza de Suárez de Figueroa y del General Quiepo de Llano, durante los primeros años del franquismo. La zona norte de la plaza, donde se encuentra el palacio provincial, se denominó históricamente Acera de la Marina, nombre que aún se usa para referirse a esa parte de la plaza. 

## Historia

### Antecedentes
El lugar donde se encuentra en la actualidad la plaza de la Marina coincidía casi exactamente con un tramo de la antigua muralla árabe, la cual iba desde la Puerta de Espartería hasta la de los Siete Arcos. La primera de estas puertas se hallaba en lo que hoy es el acceso a las calles San Juan de Dios y Sancha de Lara, mientras que la segunda se situaba al inicio de la calle Ancla (justo en el centro de la actual plaza de la Marina). En ese punto se levantaba el célebre Castil de Ginoveses, una construcción que funcionaba como fortaleza, centro comercial y barrio exclusivo de los mercaderes de la república italiana de Génova. Es probable que lo establecieran durante el dominio árabe, y tras la toma de Málaga continuaron allí sus actividades comerciales bajo ciertos privilegios, pasando entonces la fortificación a estar bajo la autoridad del alcaide de la Alcazaba. 

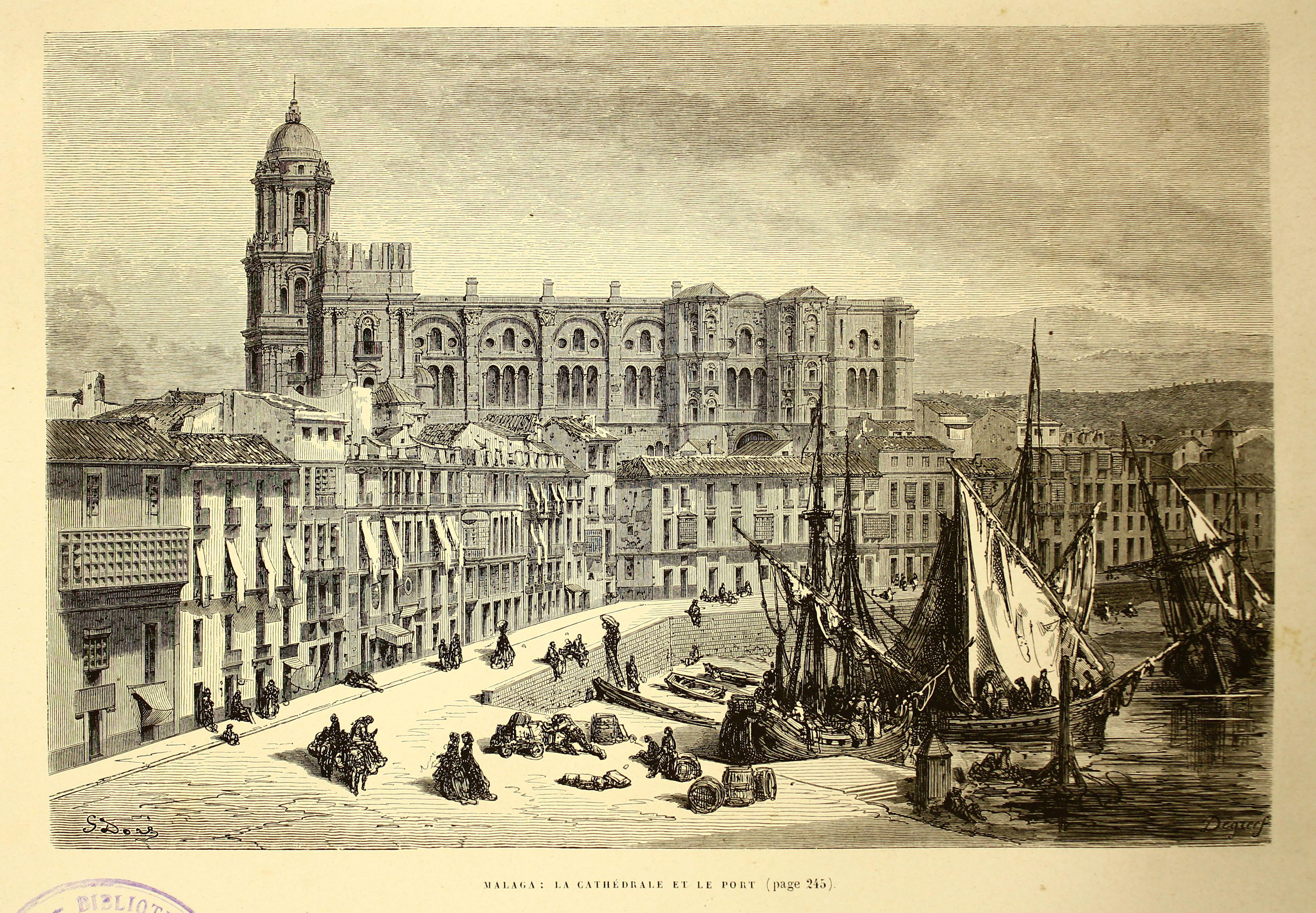
Vista de la acera de la Marina en el siglo XVIII

Durante siglos, este espacio funcionó como una explanada que permitió a la ciudad extenderse hacia el mar, convirtiéndose en un pequeño apéndice urbano más allá de las murallas, gracias a la presencia del recinto fortificado del Castil. Este lugar fue descrito con brillantez por el cronista Hernando del Pulgar cuando los Reyes Católicos sitiaron la Málaga musulmana en mayo de 1487, hasta su capitulación en agosto del mismo año. Lo que hoy conocemos como plaza de la Marina, en aquel entonces ocupada por un conjunto de edificaciones irregulares y desordenadamente dispuestas, tuvo principalmente una función portuaria. De hecho, fue un elemento clave para el funcionamiento del puerto: al no estar cercada y encontrarse el principal embarcadero en pleno corazón urbano, las tareas de carga y descarga de los productos típicos de la región —como vinos, pasas, almendras, cítricos, salazones, cordelería, encurtidos y otras manufacturas tanto artesanales como industriales— se llevaban a cabo prácticamente en este espacio.
La frontera natural entre el mar y la ciudad, una vez pasada la antigua muralla, era el propio rebalaje, ya que en ese punto la playa que se extendía frente a la Puerta del Mar se estrechaba, permitiendo así un uso portuario continuo. La Acera de la Marina, tal como aparece en antiguos grabados que van del siglo XVII a principios del XIX, comenzó a tomar forma de manera espontánea, sin planificación estética ni arquitectónica previa, a partir del año 1725. Fue entonces cuando se documenta un creciente deterioro de la muralla, lo que provocó el derrumbe paulatino de algunos de sus tramos. Sobre este proceso, Francisco Bejarano Robles añade un nuevo apunte: «Arruinada la muralla y terminada de derrocar en sus trozos más resistentes, a comienzos de la centuria siguiente (siglo XIX) se iniciaron las construcciones particulares aprovechando los cimientos y materiales de los antiguos muros, y bien pronto quedó constituida esta vía que, por su especial anchura, con casas solamente a un lado y por su proximidad a la playa y puerto, fue bautizada con el nombre de Acera de la Marina. Esta calle es, por tanto, coetánea de la Alameda, de la época del sombrero de copa, la levita entallada y el ampuloso miriñaque; y, en principio, tuvo su empaque señorial y opulento».

### SigloXIX

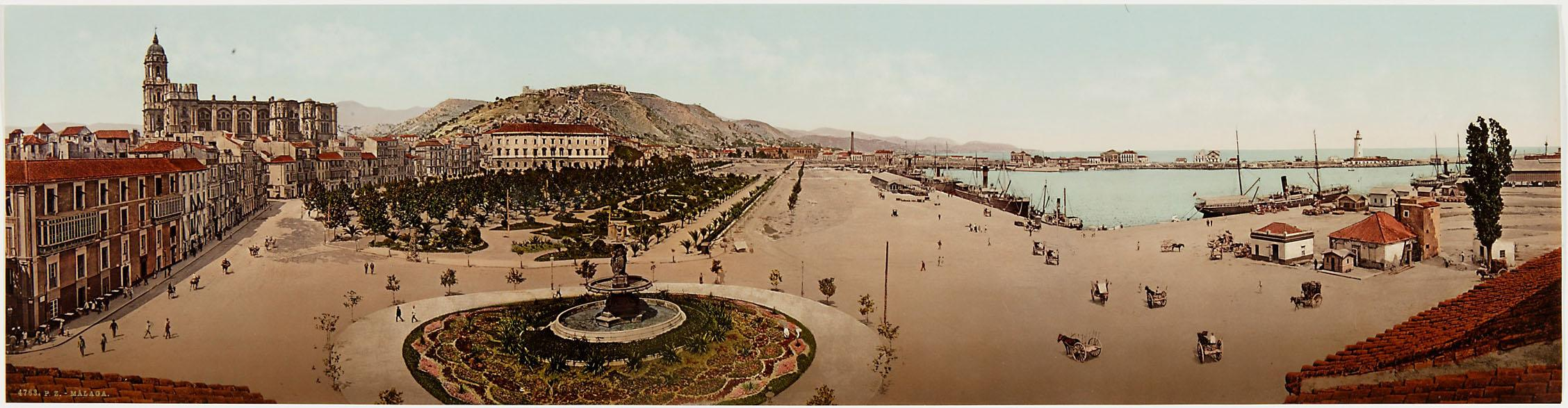
La plaza de la Marina y el puerto de Málaga en 1888

La Acera de la Marina nació a raíz del desarrollo urbano impulsado por la creación de la Alameda Principal, especialmente tras la iniciativa del mariscal Teodoro Reding en 1806 de derribar las antiguas murallas nazaríes. Los terrenos liberados fueron repartidos entre las élites comerciales e industriales de Málaga, quienes edificaron allí elegantes residencias, algunas aún conservadas. Tanto la Acera como la plaza de la Marina se distinguieron por su estrecha relación con el puerto, lo que les confirió una identidad única dentro del tejido urbano. Su trazado, arquitectura y vida cotidiana reflejaban un dinamismo propio del entorno marítimo. Este carácter queda documentado en una rica iconografía urbana —grabados del siglo XVIII y fotografías del XIX— que permite reconstruir con detalle la vitalidad del paisaje portuario de la época. Durante el resto del siglo XIX, la plaza de la Marina se consolidó como un hervidero de actividad comercial y marítima, siendo uno de los espacios más dinámicos de la ciudad. En sus alrededores se improvisaban tinglados y estructuras provisionales para almacenar y organizar las mercancías que llegaban o salían del puerto. Se apilaban bocoyes y pipas de vino, producto estrella de la economía local, junto a cajas de pasas listas para ser embarcadas rumbo al extranjero, y envases de licorería destinados a surtir las bodegas de barcos mercantes.  
La zona portuaria, especialmente en el lado occidental donde hoy comienza el Muelle Heredia, se hallaba completamente abierta al mar: el muelle se adentraba en la ciudad formando una pequeña rada que permitía el fondeo de embarcaciones de escaso calado prácticamente en el corazón urbano. Este entorno portuario era también un cruce de caminos humanos. Por sus calles y muelles se movía una población tan variada como cosmopolita: marineros de diferentes nacionalidades, agentes y propietarios de casas comerciales extranjeras —muchos de ellos con oficinas en la misma plaza—, y representantes consulares que mediaban en los intercambios y negociaciones, especialmente en temas de aranceles y fijación de precios. A este tejido humano se sumaban los trabajadores de la colla portuaria —arrumbadores, estibadores y braceros— cuya fuerza física mantenía en marcha el flujo de mercancías. El transporte se realizaba mediante carros y bateas, esenciales para trasladar las cargas desde los almacenes hasta los barcos. Este continuo trasiego convertía la plaza en un escenario vibrante, donde el bullicio del comercio se entremezclaba con el olor del mar y los ecos de una ciudad que crecía al ritmo de su puerto. Como resultado de las obras emprendidas para la construcción de la calle Marqués de Larios y la consecuente reorganización del entorno de la plaza de la Constitución, se ordenó el desmontaje de la fuente de las Tres Gracias, obra del escultor francés Durenne, realizada en su fundición de Sommevoire. La fuente fue reubicada en el espacio que, a partir de la creación del Parque en 1896, había quedado libre frente al puerto. 

### SigloXX
Durante las obras para construir la calle Marqués de Larios y reorganizar la plaza de la Constitución, se trasladó la fuente de las Tres Gracias —obra del escultor francés Durenne— a la que sería la futura plaza de la Marina. Esta nueva ubicación marcó un cambio clave en el uso del espacio, que dejó de estar vinculado a actividades portuarias para convertirse en un lugar representativo y de esparcimiento, embellecido por jardines y rodeada por una verja clásica. La fuente fue colocada a un nivel elevado, de modo que su albercón quedara lo suficientemente alto como para ser admirado desde cualquier punto de la plaza. A comienzos del siglo XX, la plaza contaba con referencias urbanas claras: al oeste el obelisco a Larios, al este los jardines del Parque, al sur el puerto, y al norte edificios donde se ubicaban establecimientos tradicionales como el Café de la Marina. La creación del Parque en 1896, con el relleno de terrenos ganados al mar, fomentó el dinamismo de la zona. En este contexto, los tranvías tirados por mulas conectaron puntos clave de la ciudad, reforzando la importancia de la plaza como nodo urbano y social. Estos tranvías contaban con una parada en el lado sur de la plaza, y representaron un medio de transporte innovador que operó desde el último decenio del siglo XIX hasta los primeros años del siglo XX.

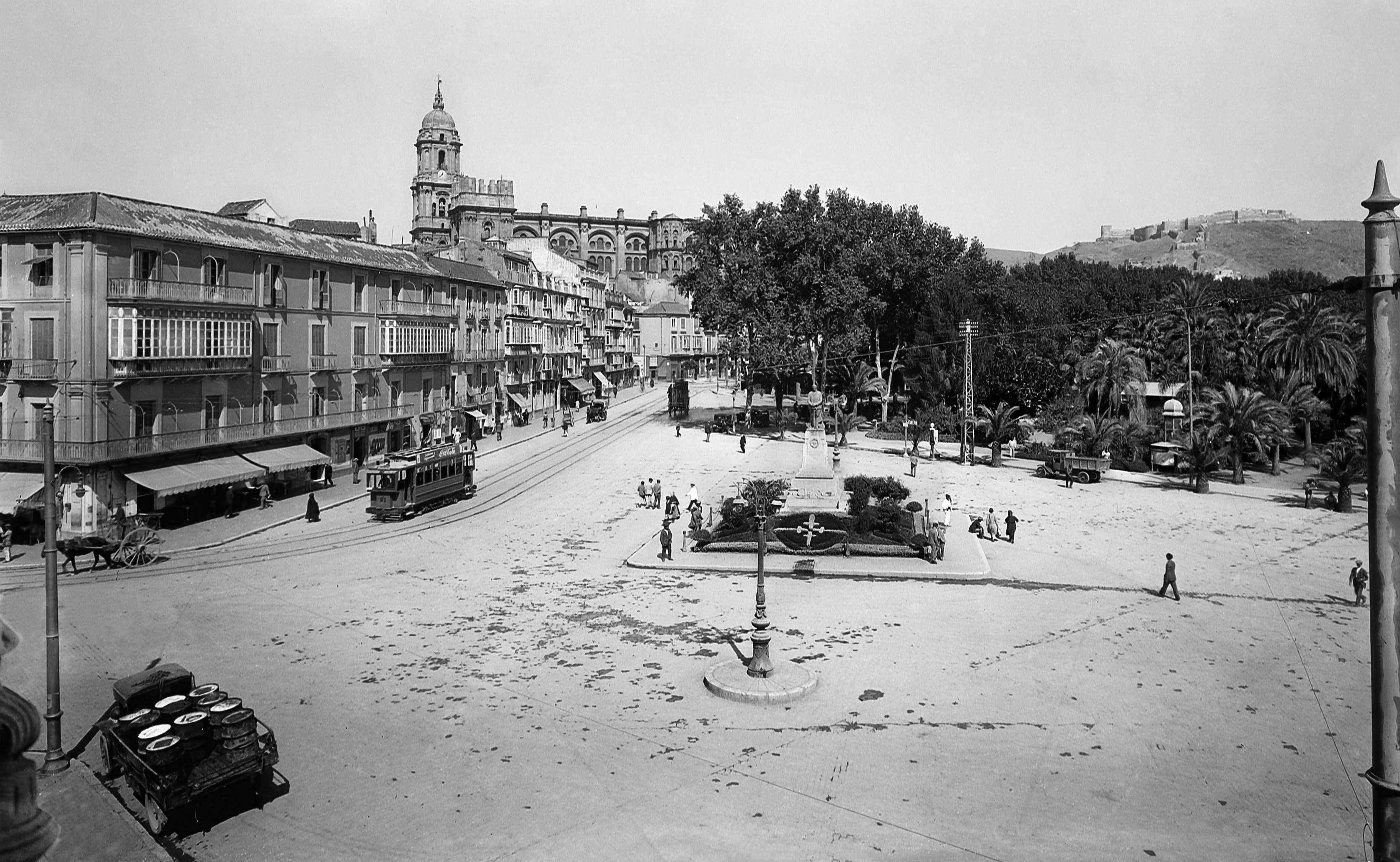
Vista de la plaza de la Marina c. 1926.

La plaza también tuvo un papel destacado durante las guerras en Marruecos, en particular durante el desembarco de Alhucemas en 1925. Allí se vivieron tanto despedidas como bienvenidas a los soldados, marcadas por la emoción y la protesta. Un episodio significativo fue la rebelión del cabo Barroso, cuya negativa a embarcar se extendió por España, avivando el sentimiento antibelicista y la presión social para poner fin al conflicto. Posteriormente, la plaza fue renombrada en honor al político malagueño Augusto Suárez de Figueroa y se ordenó su rediseño. Se trasladó la fuente nuevamente y se impulsó la construcción de un monumento a los Héroes de Igueriben, especialmente dedicado al comandante Julio Benítez. La iniciativa, apoyada por el alcalde y gobernador militar Enrique Cano Ortega, culminó en su inauguración durante una visita oficial de Alfonso XIII, Victoria Eugenia y Primo de Rivera en 1926, en un acto cargado de simbolismo patriótico. 
La creación de este monumento consolidó la transformación urbanística del espacio. La Acera de la Marina comenzó a definirse como calle, mientras que la plaza se convirtió en una explanada abierta hacia el puerto. En aquellos años, el paseo de los Curas se había convertido en un lugar popular, conocido por los malagueños de la época y confundido frecuentemente con el paseo de Cintura del Puerto. Sin embargo, es importante señalar que no se trataba de la carretera que discurría paralela al muelle hasta el paseo de la Farola, sino del andén peatonal situado más al sur del Parque. Su nombre se originó por la costumbre de los canónigos catedralicios, quienes, con sus libros de oraciones, recorrían el paseo bajo la sombra de las palmeras, o se sentaban en bancos y canapés a leer, meditar o disfrutar de una tranquila siesta al sonido de los pregones urbanos. Así, la zona transitó de un enclave funcional ligado al comercio marítimo a un lugar simbólico y monumental de la ciudad de Málaga.

### Configuración actual

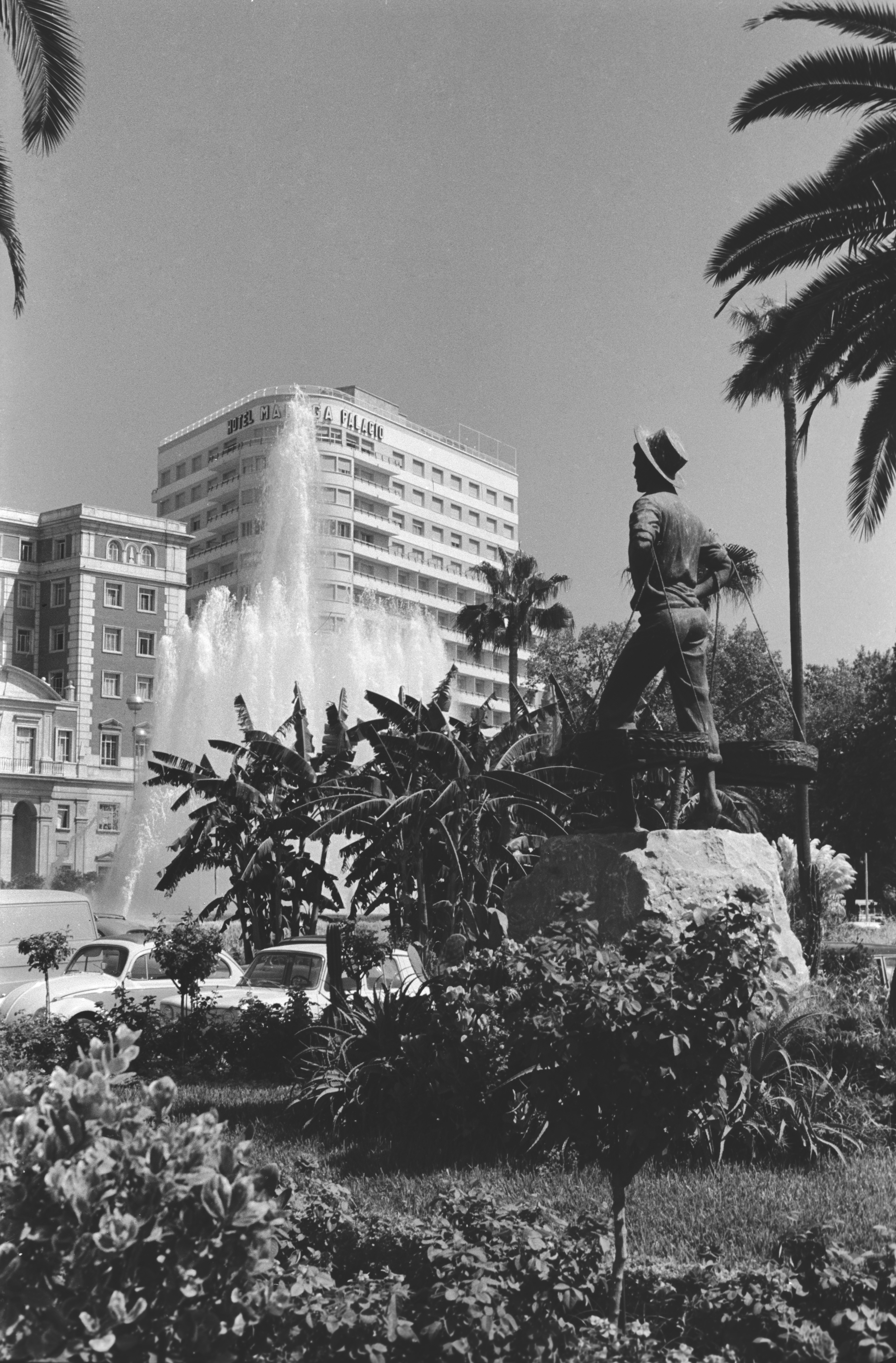
La estatua del Cenachero en la plaza de la Marina en los años 60.

Durante los años 50, la plaza de la Marina en Málaga vivió una transformación urbana radical. Se demolieron edificios situados entre las calles Molina Lario y Sancha de Lara, eliminando antiguas viviendas construidas sobre la muralla árabe. Mientras se decidía el uso definitivo de estos terrenos, se usaron como espacios recreativos donde se organizaron espectáculos teatrales, circos y boxeo, reflejando el carácter dinámico de la zona. En esos mismos terrenos se construyeron edificaciones significativas, bajo la dirección del arquitecto Juan Jáuregui Briales, como la sede de la Caja de Ahorros de Ronda, el nuevo palacio de la Diputación y modernos cafés, que consolidaron a la plaza como un núcleo social y cultural. Además, se levantó el edificio de La Equitativa y se instalaron aquí los primeros semáforos de toda la provincia de Málaga. 

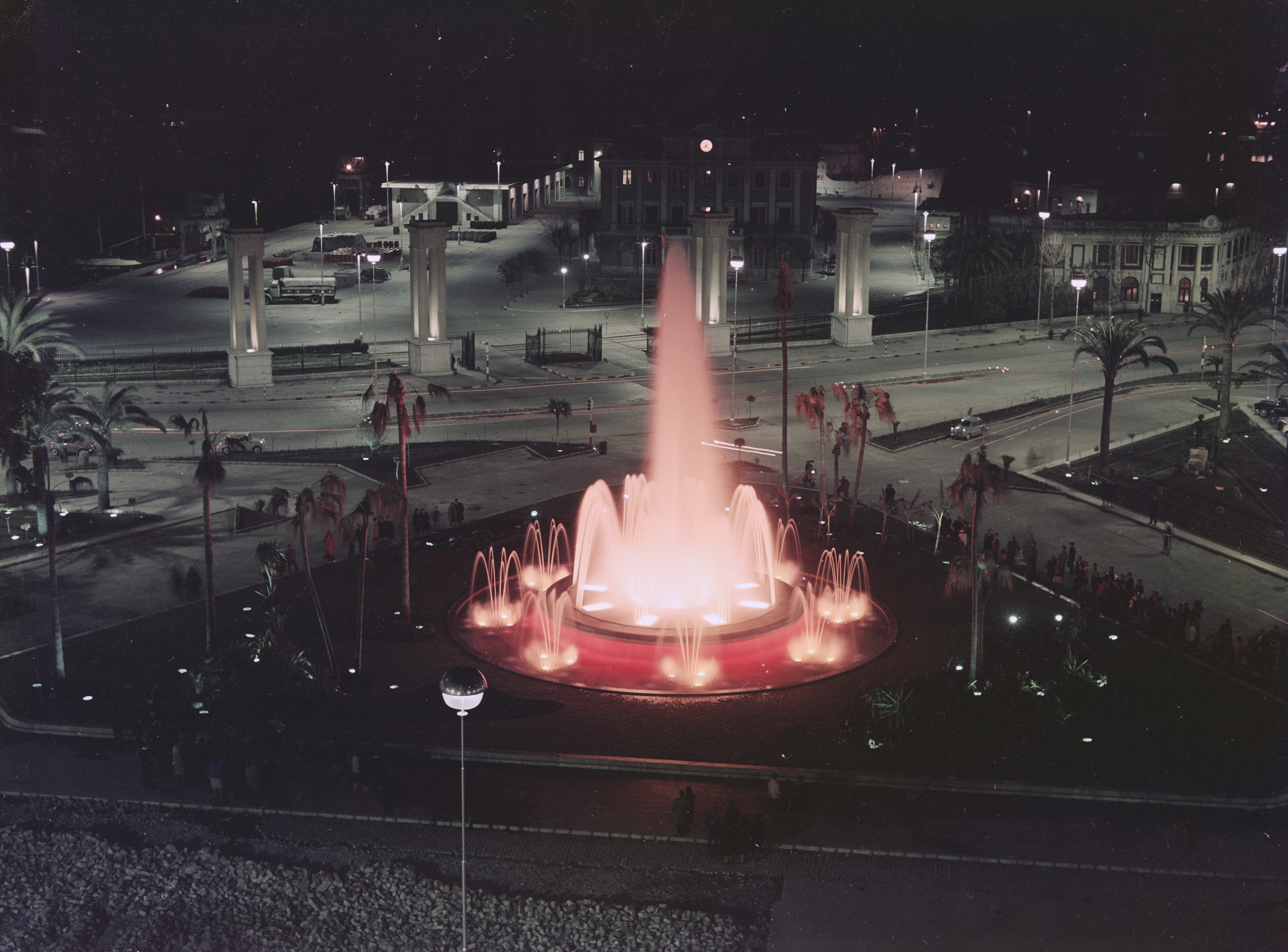
Vista nocturna de la plaza de la Marina en 1964

A pesar de que durante los primeros años del franquismo la plaza recibió el nombre oficial de General Queipo de Llano, los malagueños continuaron llamándola Plaza de la Marina, mostrando su apego a la identidad local. Los cambios urbanísticos también afectaron su relación con el puerto, que quedó cerrado por una verja, y se trasladó el monumento al comandante Benítez a los jardines del Parque. La plaza recuperó oficialmente su nombre tradicional con la remodelación de 1942, que incluyó la instalación de una fuente y la expropiación y derribo de edificios en 1948. El 15 de enero de 1964 se puso en funcionamiento la primera fuente luminosa, con nueve juegos de agua, en un acto presidido por el entonces alcalde Francisco García Grana. Ese mismo día también se inauguró la estatua del Cenachero, actualmente ubicada junto a la Oficina de Turismo. 
En 1977 la plaza vivió una serie de protestas por la autonomía de Andalucía, uno de ellos trepó por el edificio de la Diputación para colocar la bandera de Andalucía. En 1984, durante la alcaldía de Pedro Aparicio, se llevó a cabo una nueva reforma que incorporó un aparcamiento subterráneo y zonas ajardinadas, consolidando su papel como espacio central en la vida urbana malagueña. Con esta remodelación de la Plaza de la Marina también se reemplazaron los jardines que rodeaban la fuente. Bajo la plaza se construyó un aparcamiento subterráneo, en cuyo diseño se integraron los restos de la muralla nazarí descubiertos durante las excavaciones. Este nuevo espacio fue inaugurado el 17 de diciembre de 1989, con una capacidad para 440 vehículos. El proyecto del aparcamiento subterráneo y la plaza que lo cubre fue diseñado por el arquitecto catalán Manuel Sola Morales. Sin embargo, la plaza tuvo que ser remodelada nuevamente debido a que el diseño anterior no era adecuado, ya que carecía de jardines y estaba completamente cubierta de albero. En el lugar donde actualmente se encuentra la fuente, se erigía el llamado "Torreón del Obispo". Este torreón fue construido por el obispo D. Luis Fernández de Córdoba alrededor del año 1622 como una estructura de defensa, utilizando parte de la piedra destinada a la edificación de la Catedral de Málaga.

### Futuro
Los planes de integración del Puerto de Málaga con el Parque y el centro histórico han originado varios proyectos para soterrar el tráfico en esta plaza y dejar la superficie solo para uso peatonal. El Plan Litoral también presentaba el traslado de la estación de autobuses de Muelle Heredia a la plaza de la Marina.

## Edificios

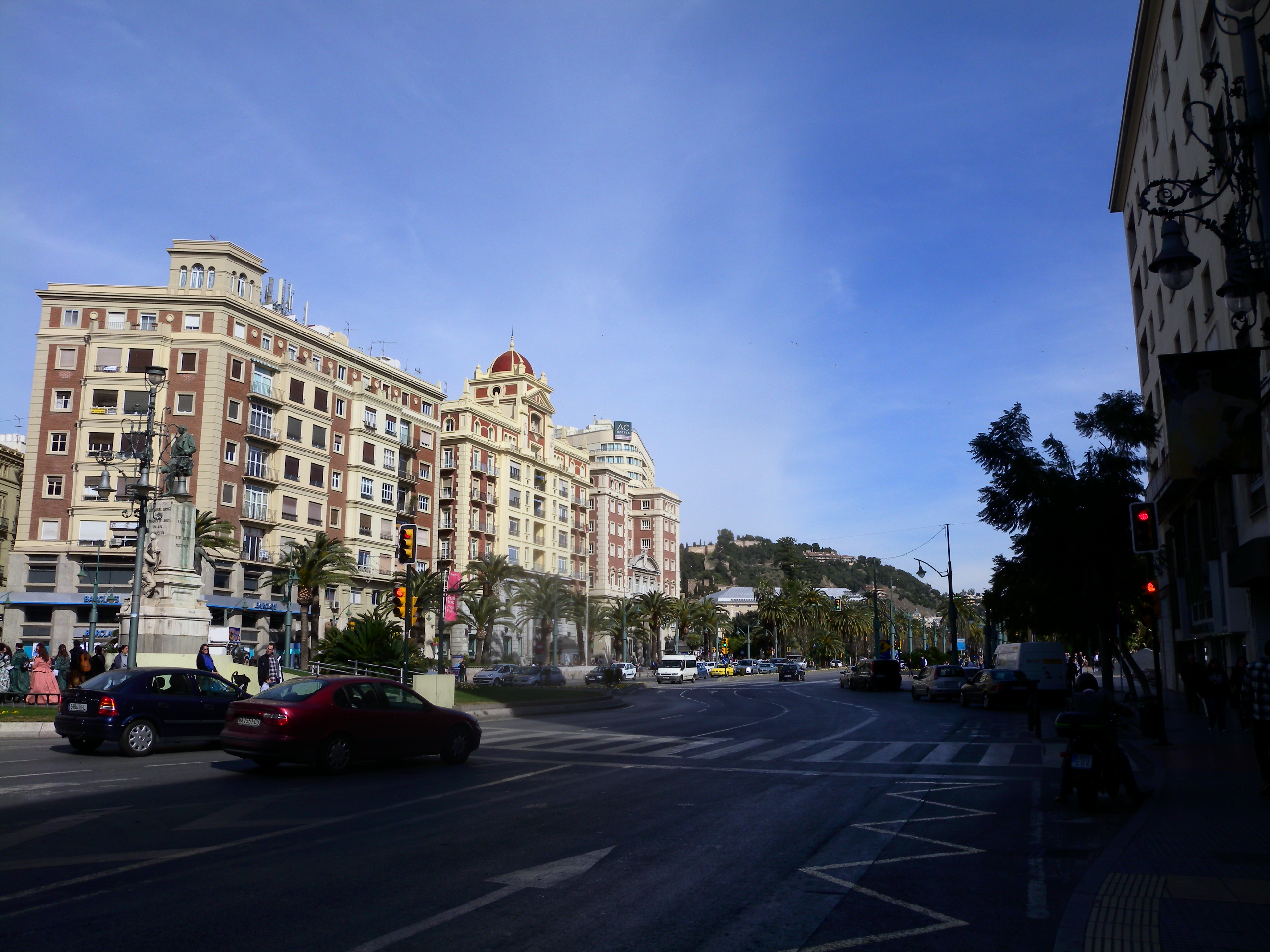
Vista del Palacio Provincial

En la plaza se encuentran los siguientes edificios destacados: 
- Diputación Provincial de Málaga, albergó la sede de la Diputación de Málaga, sustituyendo a las antiguas instalaciones emplazadas en calle Beatas. Es obra del arquitecto Juan Jáuregui Briales, destaca su fachada que mezcla el ladrillo visto con piedra.
- Edificio de La Equitativa, construido entre 1951 y 1961 por la compañía de seguros La Equitativa, en la actualidad está ocupado por dos hoteles de cuatro y cinco estrellas. Cuenta con catorce plantas y es uno de los edificios más reconocibles del centro histórico de Málaga. Su estilo arquitectónico se encuadra dentro del llamado "estilo del relax", que surgió en la Costa del Sol en los años 50 y 60.
- Hotel Málaga Palacio, inaugurado en 1966 se sitúa en la esquina formada por la plaza y la calle Molina Lario. De estilo moderno, es uno de los hoteles más famosos de la capital.
- Antigua estación de los Ferrocarriles Suburbanos de Málaga, se trata de un edificio ecléctico de inspiración neoclásica, como muestran las columnas dóricas sobre pedestales de la fachada principal semicircular, rematada con un frontón con reloj que delata su antigua función de estación ferroviaria. Desde aquí partían las líneas hacia otros puntos de la provincia como Vélez-Málaga, Coín o Fuengirola.
- Oficina de Información Turística del Ayuntamiento de Málaga, es la única oficina de información y turismo de la ciudad.

## Arte público

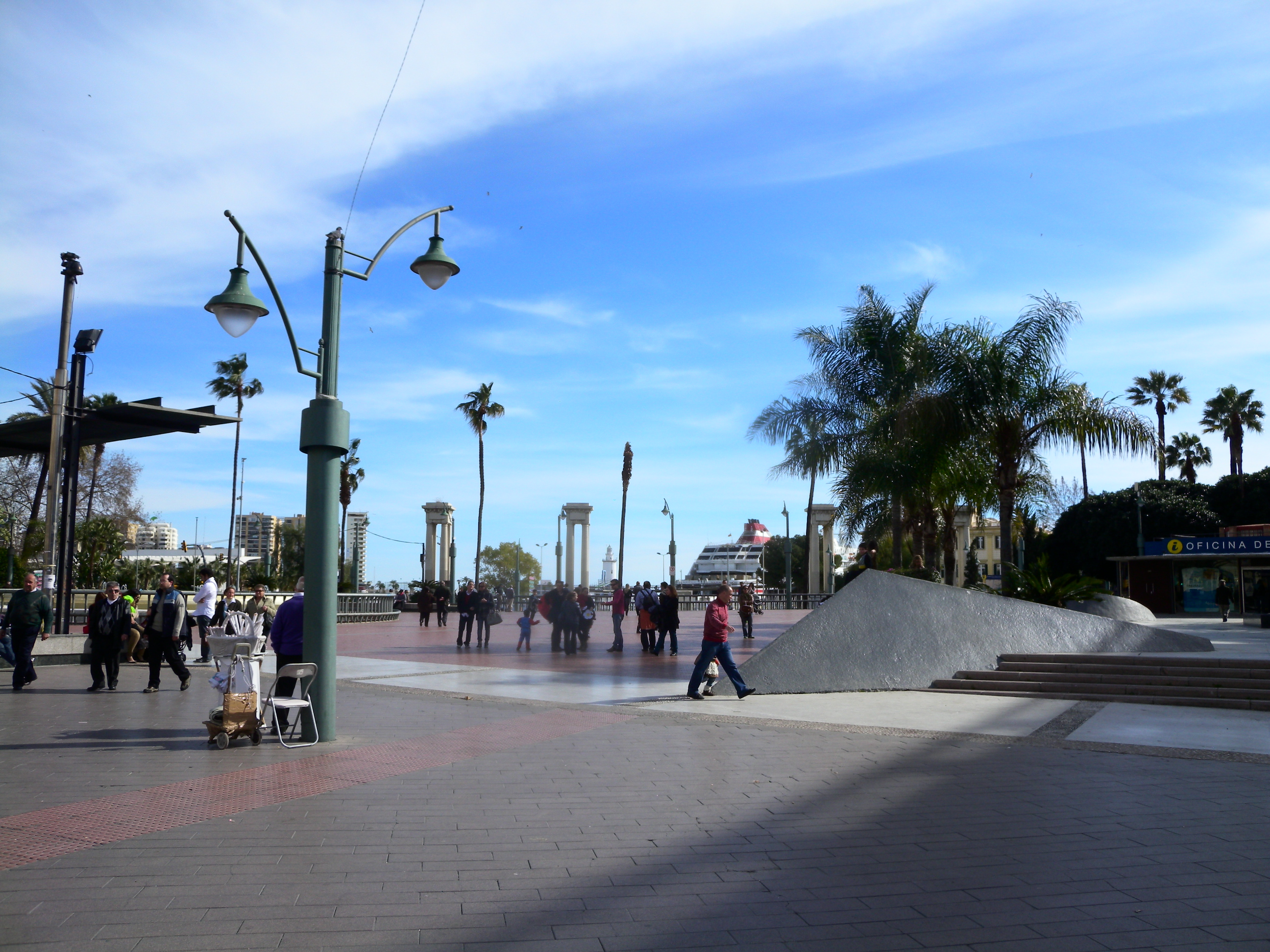
Pista de skate en la plaza.

La plaza también destaca por algunas esculturas expuestas a lo largo de su perímetro. La más conocida y emblemática sea quizás la estatua del Cenachero, que representa un oficio tradicional de la ciudad, obra de Jaime Fernández Pimentel de 1964. La estatua ha sido trasladada varias veces de ubicación hasta que en 2003 regresó a la plaza de la Marina. Del mismo autor es un busto dedicado al alcalde Francisco García Grana, que se instaló en la plaza en 2001. Otra escultura destacada es la estatua de Hans Christian Andersen, que representa al autor danés sentado en un banco. Hans Christian Andersen visitó Málaga en 1862 y se hospedó en la Fonda de Oriente, ubicada en la Alameda Principal, donde su estancia es recordada por un mosaico. Se cuenta que, debido a su carácter depresivo, el autor encontró en Málaga una razón para superar su tristeza, algo que él mismo recoge en su libro Viaje por España. Andersen dijo que «en ninguna otra ciudad española he llegado a sentirme tan dichoso y tan a gusto como en Málaga».
Las Columnatas del Puerto, son cuatro imponentes columnas que separan la Plaza de la Marina de la zona portuaria. Fueron inspiradas en los pórticos del Parque del Retiro de Madrid. Sin embargo, estas columnas representan una obra inacabada en Málaga debido a la falta de presupuesto. En el proyecto original, firmado por el arquitecto Manuel Muñoz Monasterio, las columnas estaban pensadas para ser rematadas con grandes jarrones con flores e incluso esculturas. No obstante, estas ideas fueron desechadas debido a la dificultad de mantenerlas. Posteriormente, se consideró la posibilidad de rematarlas con farolas, tal y como recomendó el propio arquitecto en 1960, destacando que los jarrones y esculturas no eran apropiados y que las farolas serían más económicas y estéticamente más adecuadas, además de iluminar la entrada del puerto. Sin embargo, ninguna de estas opciones se llevó a cabo.

## Calles
En esta céntrica plaza confluyen: 

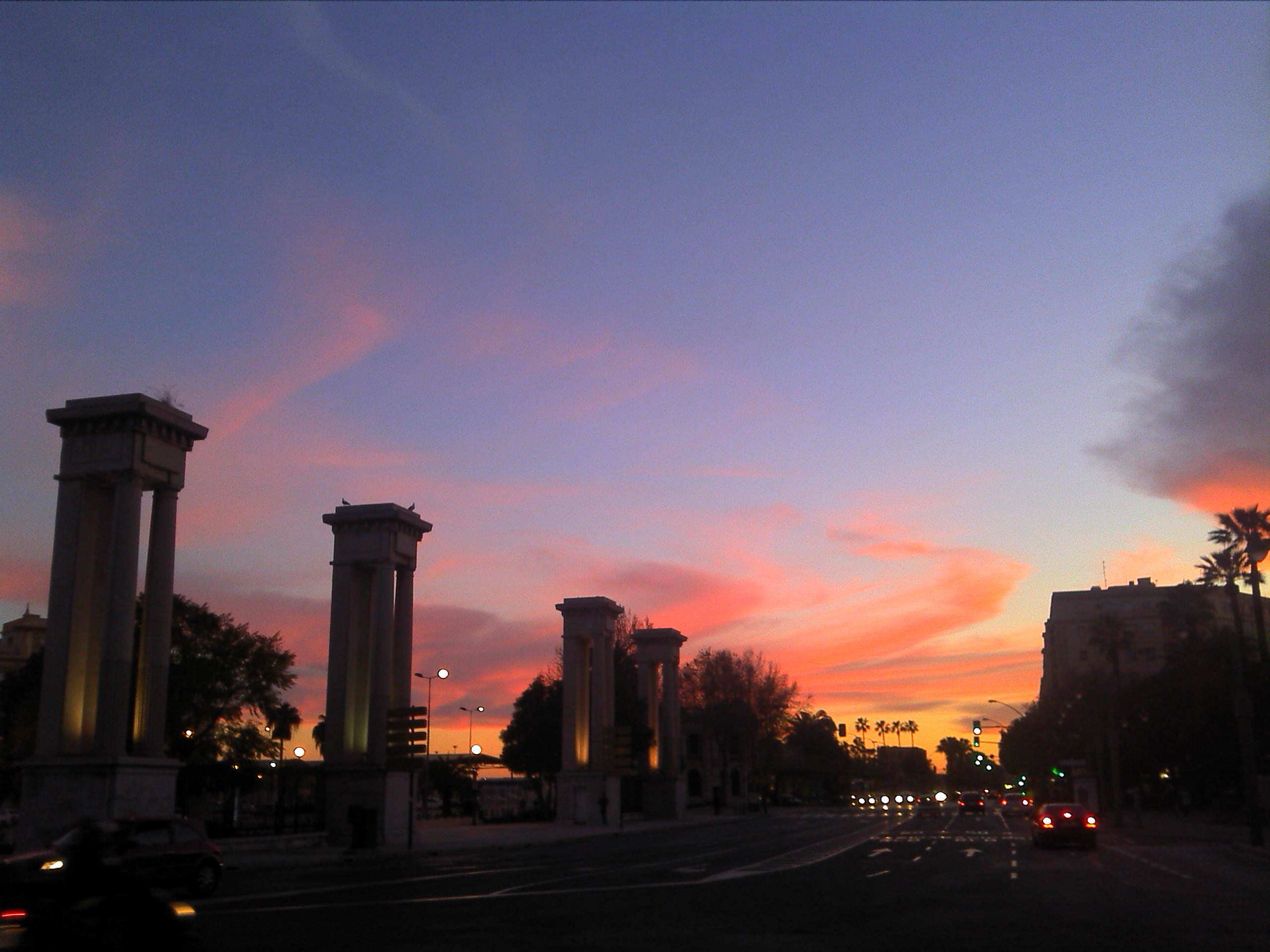
Vista del atardecer en la plaza de la Marina, con las columnatas del Puerto.

- Al norte la calle Marqués de Larios, calle San Juan de Dios, calle Ancla y calle Molina Lario. En la esquina de Molina Lario con la plaza de la Marina se sitúa el célebre hotel Málaga Palacio.
- Al este el Paseo del Parque, que continúa hasta la zona de La Malagueta.
- Al oeste la Alameda Principal, en la confluencia entre la plaza de la Marina y la Alameda se situaba hasta la peatonalización de la misma la rotonda del Marqués de Larios (actualmente emplazado al comienzo de calle Larios en la acera norte de la Alameda).
- Al sureste el Palmeral de las Sorpresas y el Paseo de los Curas, que soporta un gran tráfico de vehículos que cruzan el eje este-oeste de la ciudad.
- Al suroeste el Muelle Heredia, donde se encuentra el intercambiador de autobuses interurbanos.
- Al sur el puerto de Málaga.

## Celebraciones

### Navidades

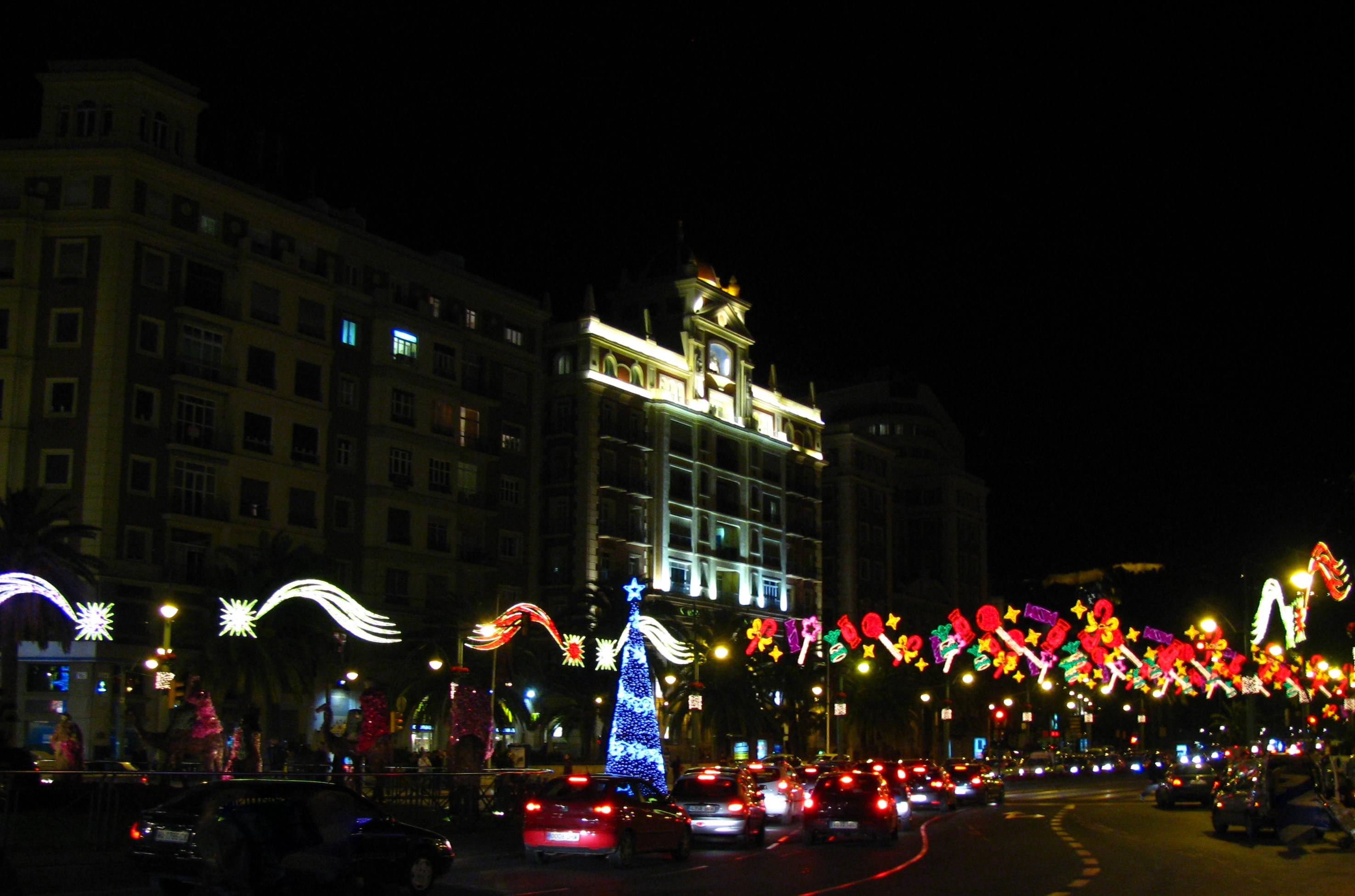
La plaza de la Marina decorada en Navidad.

Durante la Navidad, la Plaza de la Marina en Málaga se transforma en un punto neurálgico de las celebraciones festivas. Cada año, se instala un imponente árbol de Navidad iluminado, que se ha convertido en un símbolo visual de las fiestas en la ciudad . Además, la plaza alberga un mercado navideño que ofrece productos artesanales, figuras de belén, decoración hecha a mano y dulces típicos como turrones y polvorones. 
La Plaza de la Marina también forma parte del recorrido de la tradicional Cabalgata de Reyes, que atraviesa el centro de la ciudad, incluyendo la Alameda Principal y la Calle Larios . Este evento, junto con la iluminación navideña y otras actividades, convierte a la plaza en un lugar de encuentro y celebración durante las fiestas.

### Semana Santa
Desde la adopción del nuevo Recorrido Oficial en 2019 la plaza de la Marina juega un papel destacado en la Semana Santa de Málaga, siendo lugar de paso obligado por todas las cofradías agrupadas de la ciudad. Durante los días de pasión, la plaza se transforma con la instalación de tribunas por parte de la Agrupación de Cofradías que permiten a los espectadores abonados disfrutar del paso de las cofradías. Desde allí, las procesiones continúan por la calle Molina Lario y el entorno catedralicio, así como por otras vías emblemáticas del centro histórico, en un itinerario cuidadosamente planificado por la Agrupación de Cofradías.

## Transporte

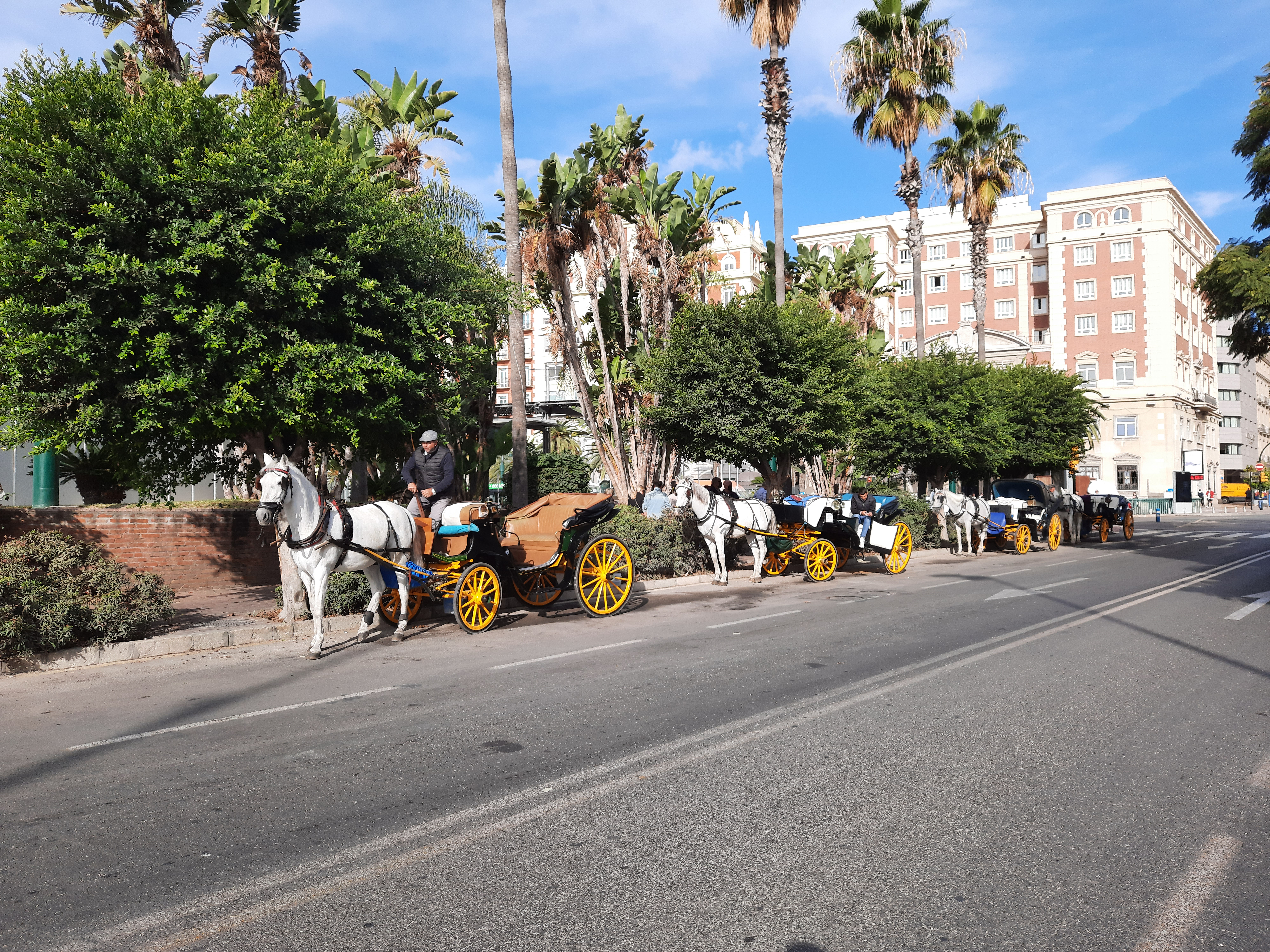
Tradicionales coches de caballos en la plaza de la Marina.

### Autobús
Debido a su céntrica ubicación la plaza está conectada mediante un gran número de líneas de los autobuses urbanos de la EMT. La estación de Muelle Heredia de autobuses interurbanos se encuentra emplaza en las inmediaciones de la plaza. 
| Diurnos   |                       |                                           |
| Línea     | Dirección             | Parada                                    |
| 3         | El Palo (C. de Olías) | 1122 PASEO PARQUE - PLAZA DE LA MARINA    |
| 8         | El Palo (P. Virginia) | 1122 PASEO PARQUE - PLAZA DE LA MARINA    |
| 11        | El Palo (P. Virginia) | 1122 PASEO PARQUE - PLAZA DE LA MARINA    |
| 4         | Paseo del Parque      | 366 PASEO PARQUE - PLAZA DE LA MARINA     |
| 14        | Paseo de la Farola    | 366 PASEO PARQUE - PLAZA DE LA MARINA     |
| 19        | Paseo del Parque      | 366 PASEO PARQUE - PLAZA DE LA MARINA     |
| 25        | Paseo del Parque      | 366 PASEO PARQUE - PLAZA DE LA MARINA     |
| A         | Paseo del Parque      | 366 PASEO PARQUE - PLAZA DE LA MARINA     |
| E         | Paseo del Parque      | 366 PASEO PARQUE - PLAZA DE LA MARINA     |
| 3         | Puerta Blanca         | 303 PASEO PARQUE - PLAZA DE LA MARINA     |
| 11        | Universidad           | 303 PASEO PARQUE - PLAZA DE LA MARINA     |
| C1        | Circular 1            | 303 PASEO PARQUE - PLAZA DE LA MARINA     |
| 32        | Avnd. Andalucía       | 303 PASEO PARQUE - PLAZA DE LA MARINA     |
| 33        | Avnd. Andalucía       | 303 PASEO PARQUE - PLAZA DE LA MARINA     |
| 34        | Avnd. Andalucía       | 303 PASEO PARQUE - PLAZA DE LA MARINA     |
| 35        | Avnd. Andalucía       | 303 PASEO PARQUE - PLAZA DE LA MARINA     |
| 40        | Paseo de la Farola    | 9905 PLAZA DE LA MARINA                   |
| 40        | Sacaba                | 9904 PASEO LOS CURAS - PLAZA DE LA MARINA |
| Nocturnos |                       |                                           |
| Línea     | Dirección             | Parada                                    |
| N1        | El Palo               | PASEO DEL PARQUE - PLAZA DE LA MARINA     |
| N5        | Puerto de la Torre    | PASEO DEL PARQUE - PLAZA DE LA MARINA     |

### Metro de Málaga
En esta plaza estaba proyectada la estación de La Marina, que funcionaría como gran intercambiador entre el metro de Málaga y la estación de Cercanías de Málaga-Centro-Alameda.  Finalmente el proyecto se descartó por falta de fondos, y se sustituyó provisionalmente por la estación Atarazanas en la Alameda Principal.